# David Díez
David Díez Santamaría (Logroño, España, 14 de octubre de 1974) es un exfutbolista español que se desempeñaba como centrocampista.

## Clubes
| Club         | País   | Año         |
| ------------ | ------ | ----------- |
| CD Logroñés  | España | 1994 - 2000 |
| UE Lleida    | España | 2000 - 2002 |
| CD Calahorra | España | 2002 - 2003 |